# Liste der Kulturdenkmäler in Brey
In der Liste der Kulturdenkmäler in Brey sind alle Kulturdenkmäler der rheinland-pfälzischen Ortsgemeinde Brey einschließlich des Ortsteils Siebenborn aufgeführt. Grundlage ist die Denkmalliste des Landes Rheinland-Pfalz (Stand: 27. Oktober 2023).

## Einzeldenkmäler
| Bezeichnung                        | Lage                                           | Baujahr                                       | Beschreibung | Bild            |
| ---------------------------------- | ---------------------------------------------- | --------------------------------------------- | --- | --------------- |
| Wohnhaus                           | Brey, Auf der Brück 3 Lage                     | Ende des 17. oder Anfang des 18. Jahrhunderts | Fachwerkhaus, Ende des 17. oder Anfang des 18. Jahrhunderts | Fotos hochladen |
| Wohnhaus                           | Brey, Auf der Brück 10 Lage                    | 18. Jahrhundert                               | Fachwerkhaus, 18. Jahrhundert | Fotos hochladen |
| Wohnhaus                           | Brey, Bachstraße 39/41 Lage                    | Ende des 17. oder des Anfang 18. Jahrhunderts | Fachwerkdoppelhaus, teilweise massiv, Ende des 17. oder des Anfang 18. Jahrhunderts                                                                                   | Fotos hochladen |
| Katholische Kapelle St. Margaretha | Brey, Plenterweg Lage                          | Mitte des 14. Jahrhunderts                    | Apsis wohl aus der Mitte des 14. Jahrhunderts, sonst Neubau von 1954; Glasscheiben, erstes Drittel des 15. Jahrhunderts                                               | Fotos hochladen |
| Hofanlage                          | Brey, Rheingoldstraße 25 Lage                  | 17. oder 18. Jahrhundert                      | Streckhof; Fachwerkbau, teilweise massiv, Krüppelwalmdach, 17. oder 18. Jahrhundert                                                                                   | Fotos hochladen |
| Wohnhaus                           | Brey, Rheingoldstraße 32 Lage                  | um 1900                                       | Fachwerkhaus, teilweise massiv, um 1900 | Fotos hochladen |
| Wohnhaus                           | Brey, Rheingoldstraße 33 Lage                  | 17. oder 18. Jahrhundert                      | Fachwerkhaus, teilweise massiv, 17. oder 18. Jahrhundert | Fotos hochladen |
| Wohnhaus                           | Brey, Rheingoldstraße 34 Lage                  | frühes 18. Jahrhundert                        | Fachwerkhaus, teilweise massiv, frühes 18. Jahrhundert | Fotos hochladen |
| Wohnhaus                           | Brey, Rheingoldstraße 43 Lage                  | 17. oder 18. Jahrhundert                      | Fachwerkhaus, teilweise massiv, 17. oder 18. Jahrhundert | Fotos hochladen |
| Hofanlage                          | Brey, Rheingoldstraße 44 Lage                  | 18. Jahrhundert                               | Streckhof; Fachwerkbau, teilweise massiv, 18. Jahrhundert; Scheune, 19. Jahrhundert                                                                                   | Fotos hochladen |
| Hofanlage                          | Brey, Rheingoldstraße 48/50 Lage               | 18. Jahrhundert                               | Streckhof; eingeschossiges Fachwerkhaus auf Steinsockel, 18. Jahrhundert                                                                                              | Fotos hochladen |
| Haustür                            | Brey, Rheingoldstraße, an Nr. 53 Lage          | 18. Jahrhundert                               | Türblatt, 18. Jahrhundert | Fotos hochladen |
| Wohnhaus                           | Brey, Rheingoldstraße 58 Lage                  | 17. oder 18. Jahrhundert                      | Fachwerkhaus, teilweise massiv, 17. oder 18. Jahrhundert | Fotos hochladen |
| Kapelle                            | Brey, Rheingoldstraße, Ecke Auf der Brück Lage | 19. Jahrhundert                               | Kapelle, 19. Jahrhundert; barockes Vesperbild, 18. Jahrhundert | Fotos hochladen |
| Meilenstein                        | Brey, östlich des Ortes an der B 9 Lage        | 1820                                          | preußischer Ganzmeilenstein, Basaltobelisk mit seitlichen Sitzbänken, 1820                                                                                            | Fotos hochladen |
| Wohnhaus                           | Siebenborn, Rheingoldstraße 21 Lage            | 1720                                          | Fachwerkhaus, teilweise massiv, bezeichnet 1720 | BW              |
| Wohnhaus                           | Siebenborn, Rheingoldstraße 29/30 Lage         | 18. Jahrhundert                               | Fachwerkhaus, teilweise massiv, 18. Jahrhundert, Scheune bezeichnet 1726                                                                                              | BW              |
| Kapelle                            | Siebenborn, Rheingoldstraße Lage               |                                               | Kapelle, Bruchsteinbau; Heilige Barbara, Ende des 15. oder Anfang des 16. Jahrhunderts; zwei Antwerpener Heilige, erste Hälfte des 16. Jahrhunderts; zwei Grenzsteine | BW              |